# Romería (film)
Romería is een Spaans-Duitse dramafilm uit 2025, geschreven en geregisseerd door Carla Simón. De hoofdrollen worden vertolkt door Llúcia Garcia en Mitch Robles. 

## Verhaal
De achttienjarige Marina, die op jonge leeftijd haar beide ouders verloor, reist naar Vigo om informatie te zoeken over haar biologische vader, die aan aids is overleden. Ze ontmoet haar oom en de rest van haar familie van vaderskant, die terughoudend zijn om terug te kijken naar het verleden vanwege de problemen die Marina's biologische ouders hadden met drugsmisbruik.

## Rolverdeling
| Acteur           | Personage |
| ---------------- | --------- |
| Llúcia Garcia    | Marina    |
| Mitch Robles     | Nuno      |
| Tristán Ulloa    | Lois      |
| Janet Novás      |           |
| José Ángel Egido |           |

## Productie
Romería is een productie van Elastica Films in coproductie met Ventall Cinema (Duitsland), Dos Soles Media en Romería Vigo, A.I.E..
De film werd gefinancierd door de Spaanse regering, het Catalaanse Instituut voor Culturele Ondernemingen, Xunta de Galicia, Eurimages, Creative Europe Media, de FFA, de Gemeenschap van Madrid, de Spaanse radio en televisie, Vodafone, Movistar Plus+, Netflix, 3Cat, ZDF/ARTE en The Post Republic. De film wordt internationaal gedistribueerd door Mk2 Films.

### Filmopnames
De film werd in augustus en september 2024 opgenomen op verschillende locaties in Vigo.

## Release
Romería ging op 21 mei 2025 in première op het Filmfestival van Cannes in de competitie voor de Gouden Palm.

## Prijzen en nominaties
De belangrijkste:
| Jaar | Prijs                   | Categorie   | Genomineerde(n) | Uitslag     |
| ---- | ----------------------- | ----------- | --------------- | ----------- |
| 2025 | Filmfestival van Cannes | Gouden Palm | Carla Simón     | Genomineerd |